# Garra elegans
Garra elegans, anteriormente Hemigrammocapoeta elegans, es una especie de peces de la familia de los Cyprinidae en el orden de los Cypriniformes.

## Hábitat
Es un pez de agua dulce.

## Distribución geográfica
Se encuentran en las cuencas de los ríos Tigris y Éufrates.